# María del Mar Arnáiz
María del Mar Arnáiz García (Burgos, 17 de noviembre de 1966) es una política española, diputada por Burgos en el Congreso de los Diputados.
Arnáiz García es diplomada universitaria en Graduado Social. Empleada pública de la comunidad autónoma de Castilla y León desde 1986. Miembro del Comité Local del PSOE en Burgos.

## Actividad Profesional
- Vocal de la Comisión de Economía y Hacienda
- Vocal de la Comisión de Fomento y Vivienda
- Portavoz adjunta de la Comisión de Trabajo y Asuntos Sociales
- Vocal de la Comisión no perm. de seguimiento y evaluación acuerdos Pacto de Toledo
- Vocal de la Subcomisión para estudiar situación Economía Social en España (154/11)
- Vocal de la Delegación española en el Grupo de Amistad con la Asamblea Nacional de la República de Corea